# Turn Off the Light
«Turn Off the Light» (en español «Apaga la luz») es una canción interpretada por la cantante canadiense Nelly Furtado de su álbum debut Whoa, Nelly! publicado en el 2000.

## Lista de canciones
- Sencillo en CD (Europa)[1]

1. «Turn Off the Light»
2. «Turn Off the Ligh»t (Remix con Timbaland & Jade)
3. «I'm Like a Bird» [Versión Acústica]
4. «Turn Off the Light» (Video)

- Sencillo en CD (Australia)[2]

1. «Turn Off the Light» (Radio Edit)
2. «Turn Off the Light» (Sunshine Reggae Mix)
3. «I'm Like a Bird» (Versión Acústica)
4. «Turn Off the Light» (Underground Video)

## Video
Existen dos versiones grabadas para Turn Off The Light en lo referido al videoclip, la versión "Underground", y la versión normal. La versión normal del video fue dirigido por Sophie Muller.

## Posiciones
| País (2002)                                     | Posición |
| ----------------------------------------------- | -------- |
| U.S. Billboard Hot Dance Music/Club Play        | 1        |
| Argentina                                       | 1        |
| Chile                                           | 1        |
| Costa Rica                                      | 1        |
| Bélgica                                         | 1        |
| México                                          | 1        |
| Nueva Zelanda                                   | 1        |
| U.S. Billboard Hot 100                          | 5        |
| U.S. Billboard Hot R&B/Hip-Hop Singles & Tracks | 1        |
| U.S. Billboard Top 40 Mainstream                | 3        |
| U.S. Billboard Rhythmic Top 40                  | 4        |
| U.S. Billboard Adult Top 40                     | 1        |
| U.S. Billboard Latin Pop Airplay                | 3        |
| U.S. Billboard Latin Tropical/Salsa Airplay     | 4        |
| U.S. Billboard Top 40 Tracks                    | 2        |
| Alemania                                        | 1        |
| Australia                                       | 1        |
| Austria                                         | 2        |
| Holanda Top 40                                  | 2        |
| Holanda Top 100                                 | 5        |
| Irlanda                                         | 1        |
| Letonia                                         | 1        |
| Países Bajos                                    | 1        |
| Reino Unido                                     | 1        |
| Suiza                                           | 1        |
| Suecia                                          | 1        |